# Jagoštica
Jagoštica (em cirílico: Јагоштица) é uma vila da Sérvia localizada no município de Bajina Bašta, pertencente ao distrito de Zlatibor, na região de Stari Vlah. A sua população era de 65 habitantes segundo o censo de 2011.

## Demografia
| 1948 | 1953 | 1961 | 1971 | 1981 | 1991 | 2002 | 2011 |
| ---- | ---- | ---- | ---- | ---- | ---- | ---- | ---- |
| 537  | 532  | 441  | 334  | 261  | 188  | 152  | 65   |